# Caria castalia
Caria castalia är en fjärilsart som beskrevs av Ménétriés 1855. Caria castalia ingår i släktet Caria och familjen Riodinidae. Inga underarter finns listade i Catalogue of Life.